# 岡本富士太
岡本 富士太（おかもと ふじた、1946年〈昭和21年〉11月21日 - ）は、日本の俳優。本名は同じ。円企画所属。
神奈川県横浜市出身。藤嶺学園藤沢高等学校卒業。妻は元スクールメイツの鶴間エリ。

## 来歴・人物
1966年、東京芸術座附属演劇研究所を卒業。同期には、小野寺昭、小野川公三郎がいた。同年、劇団雲に入団。
1975年には、演劇集団 円の会員に昇格し現在に至る。
1974年の『事件狩り』でのゲスト出演が好評で、プロデューサーの野添和子が『バーディー大作戦』プロデューサーの近藤照男へ紹介したことにより、同作の出演が決まる。後番組の『Gメン'75』に続投し、初代メンバーの1人である津坂真一刑事として1975年5月24日から1977年5月14日まで2年間出演した。『Gメン』途中に他作品からも声が掛かるようになり、刑事役以外に等身大の若者を演じてみたいという気持ちから、第104話「77.5.14 津坂刑事殉職」を以って同番組を降板している。
妻である鶴間エリとは『Gメン75』の共演がきっかけで交際した後、1981年に結婚した。
1989年には『中学生日記』に美術担当教師・南浩平で出演し、1996年までレギュラーを務めた。
また同じく1989年には、東映のスーパー戦隊シリーズ『高速戦隊ターボレンジャー』にレギュラー出演している。
『Gメン』で監督を務めていた堀長文から、当初は『仮面ライダーBLACK RX』に鶴間とともに夫婦役での出演オファーがあったものの、周囲からの反対を受けて『RX』には鶴間のみが出演することになり、代わりに『ターボレンジャー』に出演することになった。
洋画吹き替えも複数担当し、磯部勉、小川真司、菅生隆之、山寺宏一、井上和彦と並んでハリソン・フォードとメル・ギブソン両者の吹き替えを経験している。
趣味は、ゴルフ、車、釣り。
特技は、中学生の時から習っていた柔道（三段）、洋弓、小学生の時から習っていたフェンシング。
『ターボレンジャー』で共演した佐藤健太によれば、岡本は撮影を楽しむタイプの俳優で、時折オヤジギャグで周囲を和ませようとしていたと述べている。

## 出演

### テレビドラマ
- 大河ドラマ（NHK総合）
  - 竜馬がゆく（1968年） - 品川弥二郎
  - 峠の群像（1982年） - 柳沢吉保
  - 春の波涛（1985年） - 福澤一太郎
  - 独眼竜政宗（1987年） - 小原縫殿助
  - 葵 徳川三代（2000年） - 結城秀康
  - 西郷どん（2018年） - 板垣与三次
- おやじ太鼓 第15話（1968年、TBS）- 予備校生
- 若い日（1969年、NHK総合）
- 五番目の刑事 第24話「紅バラは真夜中の匂い」（1970年、NET） - 高見
- 時間ですよ 第1シリーズ 第10回（1970年、TBS）
- ザ・ガードマン 第285話「ひばりの愛の逃亡姉妹」（1970年、TBS）
- プレイガール （12CH）
  - 第102話「父は過去に何をしていた?」（1971年）
  - 第156話「妻は過去に何をされたか?」(1972年） - 永山
  - 第166話「港で死んだ娘が鴎になった」（1972年） - スミス
  - 第175話「河豚田警部の初恋-タダほど高い恋はない-」(1972年） - 高梨一平
  - 第207話「女の肌が殺しを呼んだ」(1973年） - 矢島
- 知らない同志（1972年、TBS） - 加藤修
- 特別機動捜査隊 第537話「愛と憎しみのバラード」（1972年、NET） - 哲雄
- パパと呼ばないで 第1話「きっと立派に育てて見せる」（1972年、日本テレビ） - 八方石油社員
- 右門捕物帖 第4話「罠」（1974年、NET） - 野口
- 事件狩り 第4話「さらば友よ……」（1974年、TBS）
- バーディ大作戦（1974年 - 1975年、TBS）
  - 第10話「吸血ワラ人形の大予言！」 - 上坂正樹
  - 第13話「俺たちはダーティ・ハリー3」
  - 第27話「レディ（秘）大作戦」 - 第54話「バーディー真昼に死す」 - 一条吾郎
- Gメン'75 　第1話「エアポート捜査線」−第104話「77.5.14 津坂刑事殉職」(1975年5月24日 - 1977年5月14日、TBS)−津坂真一刑事[注釈 1]
- 毛糸の指輪（1977年1月、NHK総合）
- 今日だけは（1977年、TBS） - 左近雄
- 愛しています（1977年、TBS）
- 東芝日曜劇場（TBS）
  - 突風（1977年） - 藤田良一
  - 松本清張おんなシリーズ7・指（1979年）　- 小沢潤二
- 白い荒野（1977年 - 1978年、TBS）
- 兄弟刑事（1977年 - 1978年、フジテレビ） - 葉山隆一
- 破れ新九郎（1978年 - 1979年、テレビ朝日） - 宗方十吾
- 大空港（1978年 - 1980年、フジテレビ） - 立野謙一
- 親切（1979年3月25日、NHK総合）  - 野上要次
- 江戸の激斗 第1話「壮絶!遊撃隊」（1979年、フジテレビ） - 鮎川聞多
- 87分署シリーズ・裸の街（1980年、フジテレビ） - 栗本信次刑事
- GOGO! チアガール（1980年、TBS） - 島田健二
- 銀河テレビ小説（NHK総合）
  - 風の盆（1981年） - 内山亮次
  - 宵待草（1983年） - 弘崎竜之
- それからの武蔵（1981年、テレビ東京） - 寺尾新太郎
- 時代劇スペシャル（フジテレビ） 
  - 着ながし奉行（1981年） - 柾木剛
  - 岡っ引どぶ 逆さ吊り殺人事件の影にひそむ奇怪な陰謀の謎!!（1981年） - 鶴吉
  - 地獄の左門十手無頼帖（1982年） - 伊東一哉
- 竜馬がゆく（1982年、テレビ東京） - 陸奥陽之介
- 花祭（1982年、フジテレビ）
- 土曜グランド劇場 / あんちゃん（1982 - 1983年、日本テレビ） - 馬場一郎
- 大奥 （1983年、関西テレビ）
  - 第9話「猫と金魚と尼君」 - 六条久之
  - 第22話「不倫の円舞曲」 - 田中半蔵
  - 第23話「醜聞に消えた美女」 - 田中半蔵
- スタア誕生（1985年、フジテレビ） - 村野
- 長七郎江戸日記 第1シ一リーズ 第67話「くの一化粧」（1985年、日本テレビ） - 桑原大作
- 赤かぶ検事奮戦記Ⅳ  第9話「邪淫の争い」（1986年、朝日放送） - 阿部政一
- 年末時代劇スペシャル（日本テレビ）
  - 白虎隊（1986年） - 有村次左衛門
  - 田原坂（1987年） - 有村俊斎
  - 源義経（1991年） - 藤原泰衡
- プロゴルファー祈子（1987年、フジテレビ） - 神島友平
- 火曜サスペンス劇場（日本テレビ）
  - 高校野球殺人事件（1982年、大映テレビ）
  - 女教師（1987年、東宝）
  - 女弁護士・高林鮎子5・かいじ12号小淵沢から消えたアリバイ（1989年、東映） - 江守民男
  - 地方記者・立花陽介9・信州上田通信局（1997年）
- 銭形平次 SP3「殺意の遺産」（1987年、日本テレビ）
- 土曜ワイド劇場 （テレビ朝日）
  - 白銀のみちのく幽霊殺人（1986年） - 樫尾刑事
  - 家政婦は見た!6（1988年）
  - 九州婚約旅行殺人事件（1998年8月6日） - 南郷
  - 西村京太郎トラベルミステリー45 超豪華寝台特急「トワイライト」殺人事件（2006年） - 新井弁護士
  - 棟居刑事の純白の証明（2007年2月10日） - 香川富士夫
- スーパー戦隊シリーズ（テレビ朝日）
  - 高速戦隊ターボレンジャー（1989年 - 1990年） - 太宰博士
  - 未来戦隊タイムレンジャー（2000年 - 2001年） - 浅見渡
- 中学生日記（1989年 - 1996年、NHK名古屋） - 南浩平
- 世にも奇妙な物語 / 坂道の女（1990年、フジテレビ） - 遠藤和生 役
- 金曜時代劇 / 天晴れ夜十郎（1996年9月13日 - 1997年3月21日、NHK総合） - 森田屋清蔵
- その時がきた（1997年、東海テレビ） - 九重明治
- 連続テレビ小説 / すずらん（1999年、NHK総合） - 森川秀治
- 京都迷宮案内（1999年、テレビ朝日） - 糸川正
- 御家人斬九郎 第4シリーズ 第8話「狙われた女」（1999年、フジテレビ） - 田所釆女
- Summer Snow（2000年、TBS）
- 天使の歌声 〜小児病棟の奇跡〜（2002年、フジテレビ）
- NHKスペシャルドラマ / 焼け跡のホームランボール（2002年、NHK総合） - 病院長
- 金曜エンタテイメント / おばさんデカ 桜乙女の事件帖11（2002年、フジテレビ） - 真島武彦
- 桜咲くまで（2004年、毎日放送）
- 水曜ミステリー9（テレビ東京）
  - 信濃のコロンボ事件ファイル9・乗せなかった乗客（2005年8月31日、Gカンパニー） - 遠山社長
  - 旅行作家・茶屋次郎10・箱根早川殺人事件（2012年、オセロット） - 松岡武雄
- 天下騒乱〜徳川三代の陰謀（2006年、テレビ東京）
- 新・京都迷宮案内4（2007年、テレビ朝日）
- 新・警視庁捜査一課9係 第1話 「100億の殺人」（2010年6月30日、テレビ朝日）
- 水戸黄門第42部 第6話「助さんに見た父の面影-富山-」（2010年11月15日、TBS） - 布袋屋
- 相棒 Season 9 最終話「亡霊」（2011年3月9日、テレビ朝日） - 鮎川音弥
- 月曜ゴールデン（TBS）
  - 警視庁心理捜査官・明日香2（2012年2月13日） - 岡本忠志
  - 新・世直し公務員ザ・公証人12（2015年3月23日） - 藤野康次郎
- 警部補 矢部謙三2 第4話（2013年8月2日、テレビ朝日） - 片桐孝彦
- 黒猫、ときどき花屋 第5話（2013年10月29日、NHK BSP） - 江本邦彦
- 金曜プレステージ / 浅見光彦シリーズ49（2014年1月17日、フジテレビ） - 柏倉哲
- 捜査一課・澤村慶司2（2014年3月7日、フジテレビ） - 港湾署長・杉浦義彦
- セーラー服と宇宙人（エイリアン）〜地球に残った最後の11人〜（2014年、日本テレビ） - 伊村一
- BS笑点ドラマスペシャル 初代 林家木久蔵（2020年、BS日テレ）

### 映画
- 恋人岬（1977年、松竹） - 泉明日彦
- ピンク・レディーの活動大写真（1978年、東宝） - シュガー
- 真田幸村の謀略（1979年、東映） - 根津甚八
- 刑事物語（1982年、東宝） - 沢木刑事
- 凶弾（1982年、富士映画） - 飯島刑事
- 夏の秘密（1982年、松竹） - 倉原信太郎
- 誘拐報道（1982年、東映） - 藤枝
- 熱海殺人事件（1986年、ジョイパックフィルム）
- 劇場版 高速戦隊ターボレンジャー（1989年、東映） - 太宰博士
- 宣戦布告（2002年、東映） - 船山光雄公安部長
- 妄想少女2（2005年、バグジーエンタテイメント = BAD TASTE）
- 明日へ 戦争は罪悪である（2017年） - 金山亭我楽/尾藤純次
- エリカ38（2019年、KATSU-do） - 佐々木修

### 舞台
- 榎本武揚（1967年・劇団雲） - 囚人
- 薔薇の館（1969年・劇団雲）
- お気に召すまま（1971年・劇団雲）
- テムペスト（1973年・劇団雲）
- 眠らぬための子守唄（1984年・演劇集団 円）

### 吹き替え
- 刑事ジョン・ブック 目撃者（ジョン・ブック〈ハリソン・フォード〉）※フジテレビ版
- 新・明日に向って撃て!（ブッチ・キャシディ〈トム・ベレンジャー〉）
- マッドマックス/サンダードーム（マックス・ロカタンスキー〈メル・ギブソン〉）※フジテレビ版（BD収録）
- 猛獣大脱走（ルパート・バーナー〈ジョン・アルドリッチ〉）※フジテレビ版（DVD収録）
- 名探偵モンク（上院議員〈マディスン・メイスン〉）※最終シーズン最終話

### ラジオドラマ
- FMシアター （NHK-FM）
  - 失われた宴（1985年7月6日）
  - 不思議な縁（1995年4月22日）[12]
  - 鳥が教えてくれた空（1998年6月6日）[13]
  - 春の空へ（2002年4月13日）[14]　
  - 東京Voice（2011年1月8日）[15]
  - ミュージックセラピスト（2015年5月23日）[16]
  - あなた（2015年11月7日）[17]
  - 声の訪問者（2016年4月16日）[18]
  - 尋ね人（2016年5月7日）[19]
  - 眠れない女（2017年10月21日）[20]
  - 70歳の受験生（2018年3月31日）[21]
  - 罵詈雑言忠臣蔵（2018年12月8日）[22]
  - 『バンザイタイムマシン』（2021年7月10日）[23] - 不思議な老人トキオ 役
- カフェテラスのふたり　食卓のエッセイ（1985年11月5日 - 15日、NHK-FM）
- サウンドドラマ　マージナル（1988年10月31日 - 11月4日、NHK-FM）
- ラジオ図書館 （TBSラジオ）
  - リターン（1986年1月27日）
  - クレイマー親子は元気人（1988年3月27日）
  - 蒼氷（1990年7月15日）
  - 男と女の歳時記 ～できごころ～（1993年9月26日）
  - 19分25秒（1994年2月27日）
  - 恐怖こそわが友（1994年6月5日）
  - 父のいる情景（1994年9月4日）
  - ドルシネアにようこそ（1994年12月25日）
- 青春アドベンチャー （NHK-FM）
  - 蒲生邸事件（1999年2月15日 - 26日）
  - 幻想郵便局（2012年8月27日 - 9月7日）[24]
  - 恋愛映画は選ばない（2013年6月3日 - 14日）[25]
  - あなたがいる場所（2014年3月17日 - 28日）[26]
- 特集オーディオドラマ 　希望（2013年1月20日、NHK-FM）[27]